# Fantomledning
Fantomledning är en tredje förbindelse för telefoni eller telegrafi som skapas genom att utnyttja två tvåtrådiga förbindelser i en telefonkabel. Tekniken användes under det publika fasta telefonnätets första tid för att  utöka kapaciten i telefonkablarna.

Fantomledning skapad av två trådpar.

Kablarna i telefonnätet kunde bestå av hundratals eller tusentals trådpar. Störningar genom induktion uppstår mellan parallellgående ledningar så att man kan höra andra samtal som förs i bredvidliggande dubbelledning, så kallad överhörning. För att undvika detta måste de båda ledningarna i en dubbelledning ges identiskt lika elektriska egenskaper. Varje lednings båda trådar tvinnas om varandra i kabeln, och ledningarna ordnas i koncentriska lager, som ligger med omväxlande höger- och vänstergängad stigning. För att utöka samtalsförbindelserna vid längre kablar (lands- och rikskablar) snodde man även ihop dubbelledningarna två och två till så kallad fyrskruv. Dessa två ledningspar utnyttjades med hjälp av transformatorer för att tjänstgöra som de två trådarna i en vanlig ledning för ett tredje samtal.
I vardera änden av kabellinjen kopplades fyrskruvens två trådpar till var sin transformator (med omsättning 1:1). Mittuttaget på transformatorernas lindning på linjesidan kopplades i sin tur till ytterligare en transformator. De tre transfomatorernas andra lindning kopplades till en telefonväxel. Denna tredje förbindelse, duplexförbindelsen, kallades fantomledning.